# Османо-венгерские войны
Османо-венгерские войны — серия войн между Османской ипотери Венгрии убитыми и порабощёнными в венгра-османских войнах могли достигать 200 тысяч человекПосле битвы на Косовом поле 1389 года казалось, что Османская империя готова завоевать весь Балканский полуостров. Однако османское вторжение в Сербию привело к вступлению в войну с турками Венгрии, у которой были свои интересы на Балканах и которая предпочитала, чтобы Сербия, Болгария, Валахия и Молдавия были её, а не турецкими, вассалами.
Сначала венгры устроили крестовый поход на Варну, однако турки разбили крестоносцев в битве при Варне в 1444 году и во 2-й битве на Косовом поле в 1448 году. Тем не менее венгры сумели организовать оборону Балкан, что доставило серьёзные неприятности туркам: в 1456 году турки безуспешно осаждали Белград, а в Валахии с венгерской помощью сопротивление туркам оказывал Влад III Цепеш.
Баязид II и Сулейман I сумели переломить ход событий в пользу турок, и в 1526 году венгерский король Лайош II пал в Мохачской битве вместе с 14 тысячами своих солдат. После этого восточная часть Венгерского королевства оставалась независимой (Восточно-Венгерское королевство, впоследствии Княжество Трансильвания), став данническим государством Османской империи, и постоянно воевала на стороне турок с Габсбургами, которые заняли западную часть Королевской Венгрии.
.

## Предыстория
За сто лет, прошедших после Османа I, под власть турок попали Восточное Средиземноморье и Балканы. В 1387 году турки отвоевали у венецианцев важный город Фессалоники, а турецкая победа в битве на Косовом поле в 1389 году положила конец господству сербов в регионе, открыв путь к завоеванию Европы.
Первым крупным столкновением между османами и венграми была битва при Никополе, где объединённое войско христианских монархов и рыцарей-госпитальеров было разбито турецкой армией (на стороне которой воевал и новый вассал — Сербская деспотия).

## Балканские и турецкие войныЛюдовика Великого
Людовик получил венгерскую корону в 1342 году. В 1344 году его вассалами стали Молдавия и Валахия.
Немного ранее, в 1331 году, в Сербии короновался Стефан Урош IV Душан. Наступившей после его воцарения нестабильностью воспользовался бан Боснии, захвативший спорные приграничные территории. Ранее Венгрия была союзником Боснии в её спорах с Сербией, и Людовик остался верен традиционным отношениям: в 1349 году армия Людовика разбила сербские войска в Мачве и Травунии, а в 1354 году Людовик лично разбил сербского царя, и лишь эпидемия в венгерской армии вынудила его прервать победоносный поход. В 1355 году венгерский и сербский монархи подписали мирное соглашение.
В середине XIV века Сербия, Валахия, Молдавия и Болгария стали вассалами Людовика. Однако в этих странах мощную Венгрию рассматривали как угрозу своей национальной идентичности, и потому Венгрия никогда не рассматривала Сербию или Валахию как надёжных союзников в своих дальнейших войнах с Османской империей.
Весной 1365 года Людовик возглавил поход против Видинского царства и захватил его; эта часть Болгарии оставалась под венгерской оккупацией до 1369 года. В 1366 году венгерские войска впервые сошлись с турками в битве при Никополе, и одержали победу, в память о которой была воздвигнута Венгерская Капелла в Кафедральном соборе Ахена. В 1374 году Людовик разбил турок в Валахии.

## Тимур и Османское междуцарствие
В конце XIV века турки получили мощного предводителя — Баязида Молниеносного. Он сосредоточился на добивании Византийской империи, и поэтому Венгрия, в которой после смерти Людовика в 1382 году началась междоусобица, в это время практически не сталкивалась с Османской империей. Однако когда в 1396 году турки осадили Константинополь, известие об этом вызвало отклик в Европе, и король венгерский и чешский Сигизмунд организовал крестовый поход против турок. Объединённое европейское войско сошлось с турками в битве при Никополе и потерпело тяжёлое поражение.
Однако Европу в это время от турецкого нашествия спасли мусульмане. В 1402 году в Малую Азию вторгся Тамерлан. В Ангорской битве он разгромил турецкое войско и пленил Баязида, что привело к временному распаду Османской империи и борьбе за власть между сыновьями Баязида.

## КампанииМурада II
На восстановление Османской империи туркам понадобилось около двадцати лет. Когда к власти пришёл султан Мурад II, то он вновь начал экспансионистскую политику. Поначалу он в 1422 году попытался взять Константинополь. Хоть это и не удалось, однако мир был подписан на выгодных для турок условиях, устранивших угрозу со стороны Византии.
После этого Мурад отправился на запад, и в 1430 году завоевал у Венецианской республики Фессалоники. Жители были частично перебиты, частично обращены в рабство, а в опустошённый город в принудительном порядке султан переселил турок. В 1435—1436 годах силы султана двинулись в Албанию, но её от полного разгрома спасло вмешательство Венгрии.

## Кампании Яноша Хуньяди
Основным борцом с турками стал фактический правитель Венгрии Янош Хуньяди, бан Северина. В 1441 году он нанёс Исхак-бею поражение у Семендрии, а в 1442 году наголову разбил вторгшиеся турецкие силы в районе Надьсебени, восстановив венгерский сюзеренитет над Валахией. В июле 1442 года Хуньяди, имея 15 тысяч венгров и секеев, в битве у «Железных ворот» разбил третью волну турецкого вторжения, состоявшую из 80 тысяч человек, одержав одну из наиболее знаменитых побед военной истории Венгрии.
Эти победы прославили Хуньяди в христианском мире и сделали его имя известным среди турок. Под влиянием этих побед венгерский король Уласло I в 1443 году начал «Долгий поход». Хуньяди, шедший в авангарде, прошёл через «Ворота Траяна», взял Ниш, разбил трёх турецких пашей, захватил Софию и, объединившись с королевской армией, разбил султана Мурада II возле Снаима. Султан, которому приходилось вести борьбу с восстанием турок-караманов в Анатолии, с Георгием Кастриотом в Албании, и с братом византийского императора деспотом Мореи Константином Палеологом, понял, что должен пойти на компромисс. Он пригласил всех троих к своему двору в Эдирне. Результатом явилось десятилетнее перемирие.
Когда эта новость достигла Рима, папа Евгений IV и вся курия пришли в ужас. Кардинал Джулиано Чезарини, правая рука папы, немедленно прибыл ко двору Уласло в Сегед, где официально освободил короля от клятвы, данной султану, и тем самым фактически дал указание возобновить крестовый поход на турок. К тому времени многие из крестоносцев (в том числе и Янош Хуньяди) уже вернулись домой, а сербский деспот Бранкович, которому вернули его владения, удовлетворился перемирием и решил его соблюдать. Однако юный король решил поступить так, как желал Папа.
Осенью 1444 года Уласло с тем, что осталось от его армии, прошёл через всю Болгарию и вышел к Варне. Мурад, узнав о предательстве венгерского короля, двинулся из Анатолии с огромной армией. Силой проложив себе путь через Босфор, он устремился к Варне, где 10 ноября 1444 года состоялась Битва при Варне. Говорят, что султан повелел приколоть к знамени грамоту с текстом нарушенного договора и воскликнул: «Христос! Если ты действительно Бог, как утверждают твои последователи — так накажи их за клятвопреступление!» В сражении была практически полностью уничтожена армия крестоносцев, пали король Уласло и кардинал Чезарини; спастись смог только Янош Хуньяди с горсткой людей.
Хуньяди вернулся в Венгрию, где стал регентом от имени малолетнего короля Ладислава Постума, а Мурад устремился в Грецию для расправы с другим предателем — Константином Палеологом. Разорив Морею, султан двинулся на Албанию. Тем временем Хуньяди, договорившись о двухлетнем перемирии с другим своим врагом — императором Священной Римской империи Фридрихом III — двинулся на помощь своему албанскому союзнику. Чтобы предотвратить соединение двух армий, Мурад II двинулся наперерез венграм, и в 1448 году разгромил их на Косовом поле.

## Мехмед II и падение Константинополя
13 февраля 1451 года султан Мурад II скончался от апоплексического удара. Ему наследовал его третий сын, вошедший в историю как Мехмед II. Не теряя времени, он собрал во Фракии большую армию, и весной 1453 года двинулся на Константинополь. 29 мая 1453 года столица Византийской империи пала.
Новость о падении Византийской империи повергла в ужас весь христианский мир. Теперь Венгрия стала единственным барьером, защищавшим Европу от турок, а ключом к Венгрии была крепость Нандорфехервар, прикрывавшая южную Венгрию. В 1456 году Мехмед II, собрав большие силы, устремился туда. Туда же прибыл и Янош Хуньяди, который успел подготовить оборону крепости. Осада переросла в большую битву, в ходе которой венграм удалось пробиться в турецкий лагерь, а сам султан был ранен, и отступил с армией в Турцию. Эта победа венгерского оружия на несколько десятилетий остановила наступление турок на католическую Европу. Янош Хуньяди планировал перенести войну на территорию Турции, однако вскоре после битвы умер от чумы.

## Турецкие войны Матяша Корвина
24 января 1458 года королём Венгрии был провозглашён Матяш Корвин — сын Яноша Хуньяди. В 1464 по призыву папы Пия II он выступил в военный поход против турок-османов, в 1459 фактически подчинивших себе Сербию, и взял боснийскую крепость Яйце. Однако кончина римского папы перечеркнула планы Матяша по организации всеевропейского крестового похода и вынудила его остановить военные действия. Во время правления Матяша Корвина в целом сохранялось перемирие с султаном, и случались лишь спорадические набеги турок.
Венгерский король придерживался мысли, что Венгрия не в состоянии остановить турецкую экспансию самостоятельно или в ситуативном союзе, а для эффективного противостояния растущей мощи Османской империи необходимо создать единую Дунайскую монархию, которая бы объединила Венгрию, Чехию, Австрию и, возможно, Польшу на правах личной унии и могла превзойти осман по военному потенциалу.

## Войны в Молдавии и Валахии
В 1456 году при поддержке венгров на престол Валахии взошёл Влад III Цепеш. В 1461 году он отказался платить дань турецкому султану, и в июне 1462 года заставил отступить вторгшуюся в Валахию 30-тысячную турецкую армию, которой командовал сам Мехмед II. Однако из-за того, что венгры перестали поддерживать Влада, к власти в Валахии пришёл турецкий ставленик Раду Красивый, и Владу пришлось бежать в Венгрию.
Тем временем началось возвышение Молдавского княжества, господарем которого с 1457 года стал Стефан III Великий. В войнах с соседями княжество расширило свои границы, и в итоге отказалось платить дань турецкому султану. В 1475 году на Молдавию двинулась 120-тысячная турецкая армия. 40-тысячная молдавская армия сумела заманить турок в ловушку и наголову их разбить. Однако в 1476 году турки вернулись вновь. Стефан проиграл сражения в поле, и был вынужден отступить в горы. Он понимал, что у него не хватит ресурсов на борьбу с Османской империей, и поэтому принял предложенную венгерским королём Матвеем Корвином помощь. Турки были вынуждены уйти, и на несколько лет оставили Молдавию в покое.

## Баязид II
Взошедший на турецкий трон в 1481 году Баязид II в 1484 году заключил десятилетнее перемирие с Венгрией, однако даже в это время продолжались стычки между венгерскими и турецкими войсками.

## Сулейман I
Турецкая экспансия в Европу возобновилась, когда на трон в 1520 году взошёл Сулейман I. В 1521 году войска Сулеймана взяли сильную крепость Шабац на Дунае и осадили Белград. Белград сопротивлялся до последнего; когда от гарнизона осталось 400 человек, крепость сдалась, защитники были вероломно перебиты. В июне 1522 года Сулейман высадил большое войско на Родос, 20 декабря главная цитадель рыцарей-иоаннитов капитулировала. Хотя турки понесли огромные потери, Родос и близлежащие острова стали владениями Порты. В 1524 году турецкий флот, вышедший из Джидды, разгромил португальцев в Красном море, которое было таким образом временно очищено от европейцев.

## Мохачская битва: крах королевства
29 августа 1526 года у города Мохач в Южной Венгрии, на правом берегу Дуная произошло сражение между армией турецкого султана Сулеймана I Кануни (100 тысяч человек и 300 орудий) и дворянским войском короля Венгрии, Чехии и Хорватии Лайоша II (25 тысяч человек и 80 орудий).
Огромное преимущество турок отразилось в результатах сражения: армия короля Лайоша потерпела сокрушительное поражение, король Лайош II погиб при отступлении. После Мохачской битвы произошло два собрания, избравших двух королей. 16 октября в Токае королём был избран Янош Запольяи; короновали его 11 ноября 1526 года. Его конкурентом стал избранный 16 декабря Фердинанд I, будущий император Священной Римской империи. В 1527—1528 годах армия Фердинанда вторглась в Венгрию, разбила войска Запольяи и изгнала его из страны в Польшу. Находясь в изгнании, Янош Запольяи обратился в 1528 году за помощью к Османской империи. 10 мая 1529 года началось вторжение Сулеймана Великолепного в Венгрию. Во время этого вторжения османские войска выбили силы Габсбургов из страны и восстановили власть Яноша в большей части Венгрии. Янош Запольяи в июле 1529 года принес вассальную присягу турецкому султану и был признан им королём Венгрии.
В результате бывшее Королевство Венгрия оказалось разделённым на три части:
- Османская Венгрия, ставшая частью Османской империи;
- Восточно-Венгерское королевство, где стал править Янош Запольяи (предшественник Трансильванского княжества);
- Королевская Венгрия со столицей в Прессбурге, признавшая своими королями Габсбургов.